# Bức ảnh bị thất lạc
Bức ảnh bị thất lạc (tên gốc tiếng Pháp: L'image manquante) là phim điện ảnh tài liệu do Campuchia và Pháp hợp tác sản xuất năm 2013 nói về Khmer Đỏ. Tác phẩm do Rithy Panh đạo diễn, được công chiếu ở hạng mục Un Certain Regard tại Liên hoan phim Cannes 2013 và đã giành được giải thưởng cao nhất. Phim cũng được trình chiếu trong hạng mục World Cinema tại Liên hoan phim quốc tế Cinemanila 2013 và giành được Giải của Ban giám khảo. Phim cũng giành được giải Lumières cho Phim tài liệu hay nhất tại Giải Lumières lần thứ 21 và được đề cử giải César cho Phim tài liệu hay nhất tại Lễ trao Giải César lần thứ 41. Bức ảnh bị thất lạc cũng được gửi tham dự Liên hoan phim quốc tế Hà Nội lần thứ 3 ở hạng mục Phim tài liệu dài.

## Diễn viên
Randal Douc đảm nhiệm vai trò thuyết minh cho tác phẩm trong phiên bản gốc tiếng Pháp, còn Jean-Baptiste Phou thì thực hiện phần thuyết minh cho phiên bản tiếng Anh.

## Đón nhận
Phim đã được chọn để nhận giải danh giá Un Certain Regard tại Liên hoan phim Cannes 2013 Phim cũng được World Cinema lựa chọn để nhận giải Grand Jury Prize tại Liên hoan phim quốc tế Cinemanila 2013.
Bộ phim cũng đã được đề cử tại Giải Oscar lần thứ 86 với hạng mục Giải Oscar cho phim ngoại ngữ hay nhất  Xấp xỉ một nửa hình ảnh trong phim là các cảnh quay tin tức và tài liệu còn một nửa còn lại là sử dụng các tượng đất sét để dựng lại những khung cảnh khi Pol Pot lên nắm quyền tại Campuchia